# Буґзи-Плоські
Буґзи-Плоські (пол. Bugzy Płoskie) — село в Польщі, у гміні Хожеле Пшасниського повіту Мазовецького воєводства.
Населення — 92 особи (2011).
У 1975-1998 роках село належало до Остроленцького воєводства.

## Демографія
Демографічна структура станом на 31 березня 2011 року:
|          | Загалом | Допрацездатний вік | Працездатний вік | Постпрацездатний вік |
| -------- | ------- | ------------------ | ---------------- | -------------------- |
| Чоловіки | 53      | 12                 | 35               | 6                    |
| Жінки    | 39      | 8                  | 19               | 12                   |
| Разом    | 92      | 20                 | 54               | 18                   |